# Meritxell Inaraja Genís
Meritxell Inaraja Genís (Vic, Osona, 26 de febrer, de 1968) és una arquitecta catalana especialitzada en projectes culturals i restauració d'espais públics i privats, com la La Seca - Espai Brossa (Barcelona) o Can Colom (l'Hospitalet de Llobregat).
Es va llicenciar en Arquitectura a l'Escola Tècnica Superior d'Arquitectura de Barcelona, Universitat Politècnica de Catalunya el 1994, i l'any següent va realitzar un postgrau en Museologia i Disseny a la mateixa UPC. El 1996 es va doctorar en Construcció, Enginyeria i Recerca d'Arquitectura (UPC). Ha treballat en restauració i dissenys d'habitatges, arxius comarcals i equipaments culturals. Del 2009  al 2016 va esdevenir membre de Consell de la Cultura de Barcelona.

## Obres i projectes destacats
- Rehabilitació de la masia de Can Colom per a centre d'atenció i informació de la dona a l'Hospitalet de Llobregat. (2006-2010)[3] Va participar en la desena edició del festival d'arquitectura 48h Open House Barcelona, on ella mateixa va ser la guia de l'edifici. Es tracta d'un edifici catalogat com a bé cultural d'interès local; les diverses transformacions van afegir un nou volum rectangular al tercer pis, una capella d'estil neogòtic amb vitralls adossada a la façana est, una galeria a la façana oest, i un celler amb terrassa a la façana nord.[4]
- La Seca - Espai Brossa.[3] Va adaptar aquest edifici, que formava part de la vella fàbrica de moneda, per a equipament, on finalment s'allotja la nova fàbrica de creació d'arts escèniques de La Seca – Espai Brossa. L'arquitecta va reubicar en el pati i els seus espais laterals, amb tota l'amplada de l'edifici, la sala escènica principal, eliminant arcs i columnes i substituint-ne el sistema estructural.[5][6]

Entre els seus projectes també hi ha la restauració de les muralles de Vic, o la construcció de la Biblioteca Nelson Mandela a Palmarín (Senegal), per a la Fundació Lluís Llach.